# Japans Grand Prix 2002
Japans Grand Prix 2002 var det sista av 17 lopp ingående i formel 1-VM 2002.

## Resultat
1. Michael Schumacher, Ferrari, 10 poäng
2. Rubens Barrichello, Ferrari, 6
3. Kimi Räikkönen, McLaren-Mercedes, 4
4. Juan Pablo Montoya, Williams-BMW, 3
5. Takuma Sato, Jordan-Honda, 2
6. Jenson Button, Renault, 1
7. Nick Heidfeld, Sauber-Petronas
8. Mika Salo, Toyota
9. Eddie Irvine, Jaguar-Cosworth
10. Mark Webber, Minardi-Asiatech
11. Ralf Schumacher, Williams-BMW

### Förare som bröt loppet
- Pedro de la Rosa, Jaguar-Cosworth (varv 39, transmission)
- Giancarlo Fisichella, Jordan-Honda (37, motor)
- Jarno Trulli, Renault (32, mekanik)
- Jacques Villeneuve, BAR-Honda (27, motor)
- Alex Yoong, Minardi-Asiatech (14, snurrade av)
- Olivier Panis, BAR-Honda (8, mekanik)
- David Coulthard, McLaren-Mercedes (7, gasspjäll)
- Felipe Massa, Sauber-Petronas (3, olycka)

### Förare som ej startade
- Allan McNish, Toyota (skada)

## VM-slutställning
| Förarmästerskapet 1. Michael Schumacher, Ferrari, 144 2. Rubens Barrichello, Ferrari, 77 3. Juan Pablo Montoya, Williams-BMW, 50 | Konstruktörsmästerskapet 1. Ferrari, 221 2. Williams-BMW, 92 3. McLaren-Mercedes, 65 |